# Romeo Çollaku
Romeo Çollaku (ur. w 1973 w Sarandzie) – albański pisarz i tłumacz.

## Życiorys
Studiował literaturę i język albański na Uniwersytecie Eqrema Çabeja w Gjirokastrze. Pierwsze utwory publikował z początkiem lat 70. Jest tłumaczem poezji greckiej i francuskiej. Przyswoił albańskim czytelnikom utwory Yannisa Ritsosa, Jorgosa Seferisa, Paula Verlaine'a i Stephane'a Mallarme. W 2007 roku otrzymał nagrodę im. Fana Noliego za najlepszy przekład literatury obcej na język albański. Uhonorowano go tą nagrodą za antologię Tregime autorësh grekë të shekullit XX (Opowiadania greckie XX wieku), opublikowane nakładem wydawnictwa "MAX".
Obecnie mieszka w Atenach.

## Poezja
- Zemër virgjine (Serce dziewicy), Tirana 1993.
- Gjithë diell e natë (Całe słońce nocy), Tirana 2003.
- Kumbaraja e kohes dhe poezi te tjera (Paskudny bank czasu i inne wiersze), Tirana 2004.
- Heshtjen duke gërmuar, Tirana 2011

## Proza
- Varrezat e vendlindjes (Cmentarz w miejscu urodzenia), Tirana 2002.
- Ar e fosfor, Tirana 2006
- Për shtegtarët e pak metrave katrorë, Tirana 2009 (opowiadania)
- Mikrobus dhe tregime të tjerë, Tirana 2019 (opowiadania)